# Eudolichura exuta
Eudolichura exuta är en fjärilsart som beskrevs av Clarke 1965. Eudolichura exuta ingår i släktet Eudolichura och familjen Plutellidae. Inga underarter finns listade i Catalogue of Life.